# Nam Nhạc
Nam Nhạc (chữ Hán giản thể:南岳区, Hán Việt: Nam Nhạc khu) là một quận thuộc địa cấp thị Hành Dương, tỉnh Hồ Nam, Cộng hòa Nhân dân Trung Hoa. Quận này có diện tích 179 km2, dân số năm 2000 là 53.423 người. Quận Nam Nhạc có mã số bưu chính 421xxx, mã vùng điện thoại 0734, quận lỵ của Nam Nhạc đóng tại trấn Nam Nhạc.
Về mặt hành chính, quận này được chia ra thành 1 nhai đạo Chúc Dung, 1 trấn Nam Nhạc và 1 hương Thọ Nhạc.